# Neochelidon tibialis
Neochelidon tibialis là một loài chim trong họ Hirundinidae. Chúng thường xuất hiện ở Bolivia, Brazil, Colombia, Ecuador, Guiana thuộc Pháp, Panama, Peru, Suriname, và Venezuela